# 引地渉
引地 渉（ひきち わたる、1971年 - ）は、日本のイラストレーター。福島県出身。
埼玉大学教養学部卒業。セツ・モードセミナー卒業。紙類によるコラージュ作品を発表している。

## 受賞歴
- 2004年HBファイルコンペ大賞（鈴木成一賞）

## 個展
- 2004年
  - 8月 - 「いつか見た空の続きを」（HBギャラリー)
- 2005年
  - 6月 - 「森を抜ける風は」（ギャラリー猫車）
  - 11月 - 「Phantom Escargot」（tray）
- 2007年
  - 6月 - 「楽園のシルエット」（HBギャラリー）
- 2010年
  - 5月 - 「白昼模作」（tray）
- 2011年
  - 10月 - 「焦燥とロマン」（HBギャラリー）

## 装画
- 大崎善生著『孤独か、それに等しいもの』 角川文庫、2006年
- 伊藤たかみ著『八月の路上に捨てる』 文春文庫、2009年
- 森博嗣著 Wシリーズ 講談社タイガ、2015年〜2018年

## 雑誌
- 『illustration (イラストレーション)』【HOW TO DRAW】  玄光社、2009年7月号